# Adenozin
Adenozin je nukleozid koji se sastoji od molekula adenina vezanog za ribozni šećer (ribofuranozu) putem β-N9-glikozidne veze.
Adenozin ima važnu ulogu u biohemijskim procesima, poput transfera energije adenozin-trifosfat (ATP) i adenozin-difosfat (ADP), kao i u transdukciji signala putem cikličnog adenozin monofosfata, cAMP. On je takođe inhibitorni neurotransmiter, za koji se smatra da učestvuje u promovisanju sna i supresiji uzbuđenja.
Adenozin se često označava sa Ado.

## Farmakološki efekti
Adenozin je endogeni purinski nukleozid koji modulira mnoge fiziološke procese. Ćelijska signalizacija adenozinom se javlja putem četiri podtipa adenozin receptora (A1, A2A, A2B, i A3).
Ekstracelularne koncentracije adenozina normalnih ćelija su približno 300 nM; međutim, u odgovoru na ćelijska oštećenja (npr. u inflamatornim ili ishemijskim tkivima), te koncentracije se brzo povišavaju (600–1,200 nM). U pogledu stresa ili ozlede, funkcija adenozina je prvenstveno citoprotekciona prevencija oštećenja tkiva tokom slučajeva hipoksije i ishemije. Aktivacija A2A receptora proizvodi mnogobrojne response koji se generalno mogu klasifikovati kao antiinflamatorni.

### Antiinflamatorne osobine
Adenozin se smatra antiinflamatornim agensom, što se realizuje njegovim dejstvom na A(2A) receptor. Za topikalni tretman adenozinom rana na stopalu izazvanih šećernom bolešću je bilo pokazan na laboratorijskim životinjama da drastično poboljšava popravku tkiva i rekonstrukciju. Klinička istraživanja topikalne administracija adenozina su u toku.

## Literatura
- Кораћевић, Даринка; Бјелаковић, Гордана; Ђорђевић, Видосава. Биохемија. савремена администрација. ISBN 978-86-387-0622-8.

## Spoljašnje veze
- Adenozine на 

|  | Molimo Vas, obratite pažnju na važno upozorenje u vezi sa temama iz oblasti medicine (zdravlja). |